# Joy (profumo)
Joy è un profumo femminile della casa di moda francese Jean Patou. Insieme a Chanel Nº 5 e Arpège è considerato uno dei migliori profumi femminili di tutti i tempi ed è considerato un tipico esempio della famiglia olfattiva floreale.

## Storia
Joy fu creato come reazione al crollo di Wall Street del 1929, che ha diminuito le fortune dei facoltosi clienti americani dello stilista Jean Patou. Nonostante il prezzo elevato e la depressione economica, Joy divenne un successo immediato e rimase il profumo più famoso di Jean Patou.
Si tratta principalmente di una combinazione di gelsomino e rosa. Secondo quanto dichiarato dai produttori del profumo, per realizzare 30ml di profumo sono necessari 10.000 fiori di gelsomino e 28 dozzine di rose, cosa che contribuisce al suo elevato prezzo di vendita. Lo stesso Patou scherzò "sarà il profumo più caro del mondo". Inoltre Joy altri fiori come l'Ylang ylang, la Michelia e la Tuberosa. Grazie ai suoi numerosi ingredienti, quindi Joy non ha l'odore di un fiore specifico. Secondo quanto scritto da Luca Turin nel suo saggio Perfumes, "lo scopo della sua composizione era quello di raggiungere l'idea platonica di un fiore, ma non di una particolare manifestazione terrena." 

Originariamente il flacone di Joy fu creato dall'architetto ed artigiano francese Louis Süe, che realizzò una bottiglia dalla forma volutamente semplice e classicheggiante. Successivamente ne fu ripresentato un flacone di cristallo realizzato da Cristalleries de Baccarat. FU inoltre presentato in un altro flacone realizzato da Verrières Brosse.
Nel 1960 fu lanciata sul mercato dalla Asgharalix & Sons una versione pirata di Joy, che però sparì in breve tempo dal mercato. Nel 1984 il profumo Joy fu riorchestrato e rilanciato sul mercato con il nuovo sottotitolo "eau de toilette". Nel 2002, la maison di Jean Patou ha creato la variante del profumo chiamata Enjoy, una rivisitazione di Joy pensata per un pubblico femminile più giovane. Nel 2009 sono state create cinquanta bottiglie di Joy con iscritto il nome Baccarat Pure Parfum.
Il nome del profumo Joy' è citato nel titolo del saggio Joy, Scandal, Sin: a Cultural History of Fragrance from 1750 to the Present, di Richard Stamelman.